# Juan Antonio Gaya Nuño
Juan Antonio Gaya Nuño (Tardelcuende, 29 de enero de 1913-Madrid, 6 de julio de 1976)  fue un historiador, crítico de arte y escritor español. 

## Biografía
Nació el 29 de enero de 1913 en la localidad soriana de Tardelcuende. Hijo del médico y político soriano Juan Antonio Gaya Tovar, su militancia en las Juventudes Socialistas Unificadas y el asesinato de su padre al estallar la Guerra Civil le llevaron a alistarse en el Ejército republicano, donde llegó a ostentar el rango de capitán. Al terminar la contienda, fue condenado a veinte años de prisión por la dictadura franquista y pasó por diversos centros penitenciarios, como el penal de Valdenoceda o la cárcel de Las Palmas. Obtuvo la libertad vigilada el 23 de febrero de 1943, aunque hasta 1954 fue obligado a presentarse todos los meses ante la policía.
Su obra es extensísima y se ha caracterizado por su erudición y su independencia crítica. Es destacable en ella la visión apasionada del arte español, sus estudios monográficos sobre pintores clásicos y contemporáneos (Murillo, Goya, Velázquez, Zurbarán, Morales, Fernando Gallego y también Juan Gris, Cossío, Picasso) así como la visión general de sus manuales de historia del arte y de sus guías de museos. 
Estuvo casado con la poeta y ensayista Concha de Marco, que colaboró con él durante toda su vida profesional traduciendo y revisando muchas de las obras sobre arte que publicó su marido.
Perteneció a la Hispanic Society de Nueva York y al Instituto de Coímbra. Falleció el 6 de julio de 1976 en Madrid.
Su hermano, Benito Gaya Nuño, fue un filólogo clásico que investigó antiguos sistemas de escritura.

## Obras
- Historia del arte español (1940)
- Burgos. Guía artística (1940)
- Madrid (1944)
- El románico en la provincia de Soria (1946)
- El Escorial (1948)
- Zurbarán (1948)
- Madrid monumental (1949)
- El arte español en sus estilos y en sus formas (1949)
- Salvador Dalí (1950)
- Picasso (1950)
- El arte en su intimidad: una estética de urgencia (1957)
- Ataraxia y desasosiego en el arte (1958)
- Entendimiento del arte (1959)
- Sobre el Renacimiento en España y Portugal (1959)
- Un conflicto: literatura y arte (1960)
- La arquitectura española en sus monumentos desaparecidos (1961)
- El arte español en tiempos de Lope de Vega (1961)
- Teoría del románico (1962)
- 20 años de pintura española (1962)
- El arte europeo en peligro y otros ensayos (1964)
- Pequeñas teorías de arte (1964)
- Museo del Louvre (1966)
- Historia del arte europeo: Arte europeo de los siglos XIX y XX (1967, 1977)
- Historia del Museo del Prado, 1819-1969 (1969)
- Museos de Madrid (1970)
- La pintura española del siglo XX (1970)
- Velázquez (1970)
- La España de los museos (1970)
- Soria (1971)
- Historia del arte universal (1974)
- Historia de la crítica de arte en España (1975)